# Đường Đan
Đường Đan (giản thể: 唐丹, bính âm: Táng Dān) (sinh 27 tháng 1 năm 1990) là một kỳ thủ cờ tướng người Trung Quốc. Cô từng 3 lần vô địch thế giới (2011, 2013 và 2017), 1 lần vô địch châu Á, 9 lần vô địch Trung Quốc, trong đó có 4 lần liên tiếp từ 2010 đến 2013 và từ 2017 đến 2020.

## Sự nghiệp

### Thời gian đầu
Đường Đan sinh tại Hồ Sào, An Huy. Sau đó cả gia đình chuyển lên sống ở Bắc Kinh. Năm 2000, khi 10 tuổi, Đường bắt đầu học chơi cờ. Năm 14 tuổi cô đã được chọn vào đội tuyển Bắc Kinh.

### Giải vô địch quốc gia
Năm 2007, khi mới 17 tuổi, Đường Đan lần đầu tiên vô địch Trung Quốc. Vòng loại cô nằm ở bảng A và xếp hạng 3. Tuy nhiên đến vòng loại trực tiếp Đường Đan thắng cả bốn trận. Trận chung kết cô thắng Âu Dương Kỳ Lâm để lên ngôi vô địch. Sau hai năm không giành chức vô địch, từ năm 2010 Đường Đan bắt đầu thống trị làng cờ nữ Trung Quốc bằng 4 chức vô địch liên tiếp từ 2010 đến 2013. Năm 2010 cô vô địch với 18 điểm / 11 ván, bỏ xa á quân Trần Lệ Thuần 3 điểm. Sau khi bảo vệ thành công ngôi vô địch trong hai năm 2011 và 2012, Đường Đan tiếp tục vô địch giải năm 2013 với thành tích bất bại (8 thắng 3 hoà).
Năm 2019 Đường Đan vô địch thuyết phục khi 11 ván đạt 21 điểm (10 thắng 1 hòa), hơn người thứ nhì đến 6 điểm. Sau 9 ván đầu tiên toàn thắng, Đường Đan vô địch sớm 2 vòng.

### Các giải đấu quốc tế
Đường Đan đại diện Trung Quốc dự giải vô địch thế giới từ năm 2011. Tại giải năm 2011 Đường Đan hoàn toàn chiếm ưu thế với việc toàn thắng cả chín ván để giành ngôi vô địch thế giới. Năm 2013 tình hình cũng không khác bao nhiêu khi cô thắng 8 ván và chỉ hoà 1, tiếp tục giữ ngôi vô địch. Như vậy qua hai giải thế giới Đường Đan đánh 18 ván thắng 17 và hoà 1.
Ở các giải vô địch châu Á, cô vô địch năm 2012.
Tại Đại hội Thể thao châu Á 2010 tổ chức ở Trung Quốc, cờ tướng được đưa vào làm một môn thi đấu. Đường Đan giành ngôi vô địch với 7 ván toàn thắng, trong đó có ván thắng đồng đội Vương Lâm Na.
Tại Đại hội Thể thao trí tuệ thế giới lần thứ 3 năm 2013, Đường Đan khoác áo Trung Quốc và giành chức vô địch nội dung nữ với 5 thắng và hoà ván cuối cùng.

### Các giải đấu khác
Ngoài ra, Đường Đan còn vô địch nhiều giải đấu khác, dưới đây là một số giải tiêu biểu.

#### 2009
- Giải thể thao trí tuệ quốc gia lần thứ nhất

#### 2011
- Giải thể thao trí tuệ quốc gia lần thứ hai

#### 2012
- Giải đồng đội Chiết Giang
- Cúp Mao Sơn lần thứ tư (giải dành cho các nhà vô địch nữ Trung Quốc)
- Cúp Dương Quan Lân lần thứ năm

#### 2013
- Giải đồng đội Chiết Giang
- Giải Kiềm Giang lần thứ hai (giải dành cho các nhà vô địch nữ Trung Quốc), cô vô địch áp đảo với 6 thắng 1 hoà
- Giải đồng đội Trung Quốc

#### 2014
- Cúp Mao Sơn lần thứ sáu